# Бэррэтт, Джулиан
Джулиан Бэрретт (англ. Julian Barratt Pettifer) — английский актёр-комик, музыкант и музыкальный продюсер. Наиболее известен своей ролью Говарда Муна (Howard Moon) в комедийном шоу Майти Буш, автором которого он является вместе со своим другом Ноэлем Филдингом.

## Карьера

### The Mighty Boosh
Бэрретт — исполнитель главной роли в комедийном британском сериале The Mighty Boosh, его персонаж — Говард Мун, противоположность Винса Нуара в исполнении Ноэля Филдинга. Говард самоопределяется как «джазовый диссидент» и выдает себя за многоодаренного интеллектуала, именуясь 'человеком действия', но в действительности — неудачник и на литературном поприще, и в любви. Он непопулярен у многих персонажей сериала, включая миссис Гидеон, все время забывающую его имя, Боба Фоссила, часто использующего Говарда в своих нелепых проектах, и Болло, называющего Говарда чужими именами или вовсе его полностью игнорующего. Кроме того, в одном радиовыпуске к Говарду постоянно пристает охранник зоопарка Грэм, который никак его не запомнит, а в одной сцене нападает на Говарда с электрической полицейской дубинкой (правда, потом Говард ему отомстил).

### Телевидение
Помимо работы в Mighty Boosh Бэрретт участвовал в других постановках, часто с Ноэлем Филдингом. Джулиан играл Дэна Эшкрофта, несостоявшегося журналиста, в сатире Channel 4 Натана Барли. Он появлялся в сюрреалистичной чёрной комедии «Психушка» вместе с Саймоном Пэггом и Джессикой Стивенсон (авторами и звездами Spaced, британского сюрр-ситкома). Персонаж Брайан Топп в Spaced был написан для Бэрретта, но роль в конечном итоге досталась Марку Хипу. Бэрретт сыграл Джексона, музыканта в How not to live your life (британский сериал от BBC). Он снимался в главной роли в «Ученых-фрилансерах». Появлялся в британском сериале Garth Marenghi’s Darkplace (пародия на ужасы от Мэттью Холнесса и Ричарда Аёда) в роли Падре. Также был автором и играл главную роль в скетч-шоу Unnatural Acts 1998 года. До этого Бэрретт был вовлечен своим другом Тимом Хоупом в TV-шоу The Pod о выдуманной техно-группе The Pod. Шоу было необычным: все было анимационным, за исключением голов Бэрретта и Хоупа. Также появлялся в фильме Lucky Break с Джэймсом Несбиттом в 2001 году.
Бэрретт недавно завершил свой режиссёрский дебют для Warp films совместно с театральным директором Дэном Джемметом. «Шторы» — так называется история, произошедшая в приморском городе Норфолке. Это темная и мрачная комедия о Панче и Джуди. Также он участвовал в создании множества рекламных роликов, озвучивая их.
В 2010 Джулиан принял участие в Sky Comedy’s 'Little Crackers'. Он написал и снял 15-минутный фильм, рассказав о своей подростковой группе Satan’s Hoof. 12 марта 2011 сыграл роль Хитклиффа в финале Let's Dance for Comic Relief, помогая своему другу Ноэлю Филдингу, который выступал в этом шоу с танцем. В 2011-м также снимался в документальном фильме Seven Dwarves.
В 2012 году Бэрретт снял свой первый музыкальный клип на песню «All of Me» от New York’s Tanlines. Сам же снимался в фильме Treasure Island на канале Sky1 и являлся рассказчиком документальной истории на канале BBC2 под названием The Tube. Также принимал участие в качестве учителя рисования в драме White Heat.

### Театр
С 3 июня по 9 июля 2011 года Бэрретт исполнял роль городничего в классической комедии русского писателя Николая Гоголя «Ревизор» в постановке лондонского театра Янг-Вик.

### Музыка
Бэрретт — музыкант, имеющий обширный опыт работы в разных жанрах. Он играл на гитаре в составе Little Chiefs во время их европейского тура. Известный фанат джаз-фьюжна, будучи подростком, он основал группу под названием Satan’s Hoof. В ранних 1990-х годах он вместе с Дэйвом Вестлейком выступал в группе Groove Solution. Также Джулиан Бэрретт играл с Крисом Корнером в группе IAMX. Бэрретт сочиняет всю музыку для Майти Буш. Музыка, использующаяся в сериале, — это смешение самых разных стилей, например таких, как рэп, хэви-метал и психоделический рок.

## Личная жизнь
Бэрретт известен как скромный и молчаливый человек. В отличие от своего коллеги Ноэля Филдинга он предпочитает не появляться в телевизионных шоу, говоря, что он «лучше останется дома с книгой». Он состоит в отношениях с английской комедийной актрисой и сценаристкой Джулией Дэвис. 25 июня 2007 года пара стала родителями мальчиков-близнецов, Артура и Уолтера. Семья проживает в Северном Лондоне.
Джулиан Бэрретт стал выступать, используя своё второе имя в качестве фамилии, чтобы не быть перепутанным с известным британским телевизионным журналистом Джулианом Петтифером.

## Фильмография
- Экстраординарная (сериал) (2023)
- Шпион, которого не было (2022)
- Кошачьи миры Луиса Уэйна (2021)
- Остров сокровищ (2012) — Thomas Redruth
- Anton Chekhov’s The Bear (2010) — Smirnov
- Little Crackers (2010) — Writer, Director & Actor
- How Not to Live Your Life (2009) — Jackson
- Bunny and the Bull (2009)
- Curtains (2008) Short film — Writer & Director
- Boosh Live (2008—2009) — Howard Moon
- The Mighty Boosh Live (2006) — Howard Moon
- Benidorm (2007) ITV
- Nathan Barley (2005) TV Series — Dan Ashcroft
- AD/BC: A Rock Opera (2004) (TV) — Tony Iscariot
- The Mighty Boosh (2004—2007) TV Series — Howard Moon
- Garth Marenghi's Darkplace (2004) TV Series — The Padre
- The Principles of Lust (2003) — Phillip
- The Reckoning (2003) — Gravedigger
- How to Tell when a Relationship is Over (2003) — Him
- Surrealisimo: The Trial of Salvador Dalí (2002) — Rosey
- Lucky Break (2001) — Paul Dean
- Melbourne International Comedy Festival Gala (2001) (TV) — Himself
- Melbourne International Comedy Festival Gala (2000) (TV) — Himself
- Sweet (2000) — Stitch
- Unnatural Acts (1998) — Various
- The Pod (1997) — Julian
- Asylum (1996) — Victor/Julian

## Награды
- 2010 The Mighty Boosh won Best Live Show with Future Sailors at the Shockwaves NME Awards 2010.
- 2009 The Mighty Boosh won Best TV Show at the Shockwaves NME Awards 2009.
- 2008 The Mighty Boosh won Best TV Show at the Shockwaves NME Awards 2008.
- 2007 The Mighty Boosh won Best TV Show the Shockwaves NME Awards 2007
- 2001 The Boosh, first on London Live, then on Radio 4.
- 2000 Arctic Boosh won the Barry Award at the Melbourne International Comedy Festival
- 1999 Perrier nominee with Noel Fielding as Arctic Boosh
- 1998 Perrier Best Newcomer winner with Noel Fielding as the double act The Mighty Boosh
- 1995 Winner of BBC New Comedy Awards
- 1995 Open Mic Awards, Edinburgh